# فخر أباد العليا (درة صيدي)
فخر أباد العلیا (بالفارسية: فخرآباد علیا) هي مستوطنة تقع في إيران في قسم درة صیدي الريفي. يقدر عدد سكانها بـ 67 نسمة .